# Rampant (album)
Pour les articles homonymes, voir Rampant.
Albums de Nazareth
Loud 'n' Proud
(1973) Hair of the Dog
(1975)
Singles
1. Shanghai'd in Shanghai
Sortie : 1974

Rampant est le cinquième album studio du groupe de rock écossais Nazareth, sorti le 26 avril 1974. En France, cet album est sorti sur le label Vertigo Records.

## Historique
Il fut enregistré en 1974 sur les bords du Lac Léman à Montreux (Suisse) avec l'aide du studio mobile des Rolling Stones et produit par l'ex-bassiste de Deep Purple, Roger Glover dont ce fut la dernière collaboration avec le groupe.
Avec cet album, Nazareth opère un léger changement musical incorporant des intonations de rock sudiste dans certaines de ses chansons ("Glad When You're Gone", "Jet Lag" où le titre qui ouvre l'album "Silver Dollar Forger". Le critique d'AllMusic, Donald A. Guarisco, compare le son de l'album comme un croisement entre le son des premiers albums d'AC/DC et les titres les plus "hard rock" de Lynyrd Skynyrd.
La chanson "Shanghai'd in Shanghai" sera l'unique single du groupe. Il se classa à la 41e place des charts britanniques mais aura plus de succès en Allemagne (14e), Autriche (7e) et Suisse (4e).
Il se classa très bien dans certains charts européens, 11e en Allemagne, 1er en Autriche, 13e au Royaume-Uni mais n'obtiendra qu'une 157e place aux États-Unis et une 80e place au Canada où l'album sera certifié disque d'or (50 000 exemplaires vendus).

## Liste des titres
Toutes les chansons sont de Darrell Sweet, Manny Charlton, Pete Agnew, Dan McCafferty sauf Shapes of Things, une reprise des Yardbirds écrite par Jim McCarty, Keith Relf et Paul Samwell-Smith.
Face 1
1. Silver Dollar Forger – 5:40
2. Glad When You're Gone – 4:19
3. Loved and Lost – 5:13
4. Shanghai'd in Shanghai – 3:47

Face 2
1. Jet Lag – 6:41
2. Light My Way – 4:10
3. Sunshine – 4:15
4. Shapes of Things[1] / Space Safari – 6:22

Réédition 30th Anniversary Edition
1. Shanghai'd in Shanghai (US version) - 3:42
2. Shapes of Things (Single edit) - 3:21
3. Sunshine (Edited version - 2:59
4. Silver Dollar Forger (Edited version) - 3:49

Réédition 2010 sur Salvo Records
1. Down(Face- B du single "Love Hurts") - 3:54

- Tous les titres suivants ont été enregistrés par la BBC depuis la salle du Golders Green Hippodrome (Londres et diffusés le 17 mai 1973.

1. Razamanaz - 4:32
2. Night Woman - 4:00
3. Alcatraz (Leon Russell) - 4:22
4. Vigilant Man (Woodie Guthrie] - 5:43
5. Morning Dew (Dobson, Tim Rose) - 7:38
6. Broken Down Angel 4:26
7. Woke Up this Morning - 4:58

## Musiciens du groupe
- Dan McCafferty : chant
- Manuel Charlton : guitares
- Pete Agnew : basse, chœurs
- Darrell Sweet : batterie, chœurs

### Musiciens additionnels
- Vicki Brown, Barry St. John, Lisa Strike (chœurs "2/4")
- Jon Lord : piano ("2/4")

## Charts et certification
| Pays        | Durée du classement | Meilleur classement |
| ----------- | ------------------- | ------------------- |
| Allemagne   | 6 semaines          | 11e                 |
| Autriche    | 28 semaines         | 1er                 |
| Canada      | 14 semaines         | 80e                 |
| États-Unis  | 9 semaines          | 157e                |
| Norvège     | 21 semaines         | 3e                  |
| Royaume-Uni | 3 semaines          | 13e                 |

| Pays   | Certification | Ventes   | Date       |
| ------ | ------------- | -------- | ---------- |
| Canada | Or            | 50 000 + | 01/05/1976 |

| Single                | Pays        | Durée du classement | Meilleur classement |
| --------------------- | ----------- | ------------------- | ------------------- |
| Shanghai'd in Shangai | Allemagne   | 13 semaines         | 14e                 |
| Shanghai'd in Shangai | Autriche    | 12 semaines         | 7e                  |
| Shanghai'd in Shangai | Royaume-Uni | 4 semaines          | 41e                 |
| Shanghai'd in Shangai | Suisse      | 11 semaines         | 4e                  |

## Crédits
- Enregistré à Montreux (Suisse) avec The Rolling Stones Mobile Unit
- Remixé aux Kingsway Recorders (Londres)
- Produit par Roger Glover
- Enregistré par Louie Austin
- Pochette : Hipgnosis et Joe Petagno III
- BBC live recording (extraits de BBC in Concert, Golders Green Hippodrome) (diffusé le 17 mai 1973)